# Luisenplatz (Berlin)
Der Luisenplatz ist ein Platz im Berliner Ortsteil Charlottenburg des Bezirks Charlottenburg-Wilmersdorf. Den gleichen Namen trägt die östlich angrenzende Straßenverbindung zwischen Spandauer Damm und der Schlossbrücke. Bis etwa 1950 trug auch der südlich an den Platz angrenzende Teil des Spandauer Damms den Namen Luisenplatz.

## Geschichte und heutiger Zustand
Der Luisenplatz bildet den Vorplatz des Knobelsdorff-Flügels des Schlosses Charlottenburg. „Charlottenburger Schloß, eine Pfahlbrücke führt vom Luisenplatz“ Im Plan von Eosander zur Erweiterung des Schlosses vom Anfang des 18. Jahrhunderts war der Platz als barockes Parterre vorgesehen. Am 31. Juli 1806 erhielt der Platz zu Ehren der preußischen Königin Luise seinen heutigen Namen. 1841 wurde er zunächst durch Peter Joseph Lenné gestaltet. Zwischen 1902 und 1905 wurde der Platz durch Otto Schmalz umgestaltet. Dabei wurde in der Platzmitte ein 4,5 Meter hohes Reiterdenkmal für Kaiser Friedrich III., gefertigt vom Bildhauer Joseph Uphues. Der Vertrag mit dem Bildhauer stammte aus dem Jahr 1902, dem bis zur termingerechten Fertigstellung eine Summe von 220.000 Mark zugesagt worden war. Anlässlich der Feierlichkeiten zum 200-jährigen Bestehen der Stadt Charlottenburg wurde das Denkmal von Kaiser Wilhelm II. am 27. Mai 1905 feierlich enthüllt, eine Woche nach der Einweihung des neuen Charlottenburger Rathauses. Der Denkmalanlage weichen musste die alte preußische Meilensäule auf dem Luisenplatz, die damals an ihren heutigen Standort an die Ecke Spandauer Damm/Nithackstraße versetzt wurde.
Nach Bombenschäden wurde das Reiterdenkmal 1943 zur Metallgewinnung eingeschmolzen und die zerstörte Denkmalanlage 1950 vollständig abgetragen. Der Platz wurde den 1950er Jahren gärtnerisch von Joachim Kaiser neugestaltet und besteht seitdem aus einfachen Rasenflächen, die von befestigten Wegen umgeben sind und einen ungehinderten Blick vom Spandauer Damm auf den Knobelsdorff-Flügel des Schlosses gestatten. Die östliche Begrenzung des Platzes bildet die gleichnamige Straße, die als nördliche Verlängerung der Kaiser-Friedrich-Straße von der Kreuzung Otto-Suhr-Allee, Spandauer Damm zur Schloßbrücke über die Spree führt. Auf den Luisenplatz Bezug nimmt das östlich des Platzes gelegene Bauensemble Bebauung am Luisenplatz von Hans Kollhoff.
Bis zur Durchführung der Kaiser-Friedrich-Straße an den Luisenplatz grenzte das repräsentative von Karl Friedrich Schinkel entworfene Landhaus Behrend an die Südost-Ecke des Platzes an. Es wurde im Zuge des Straßenbaus um 1905 abgerissen.

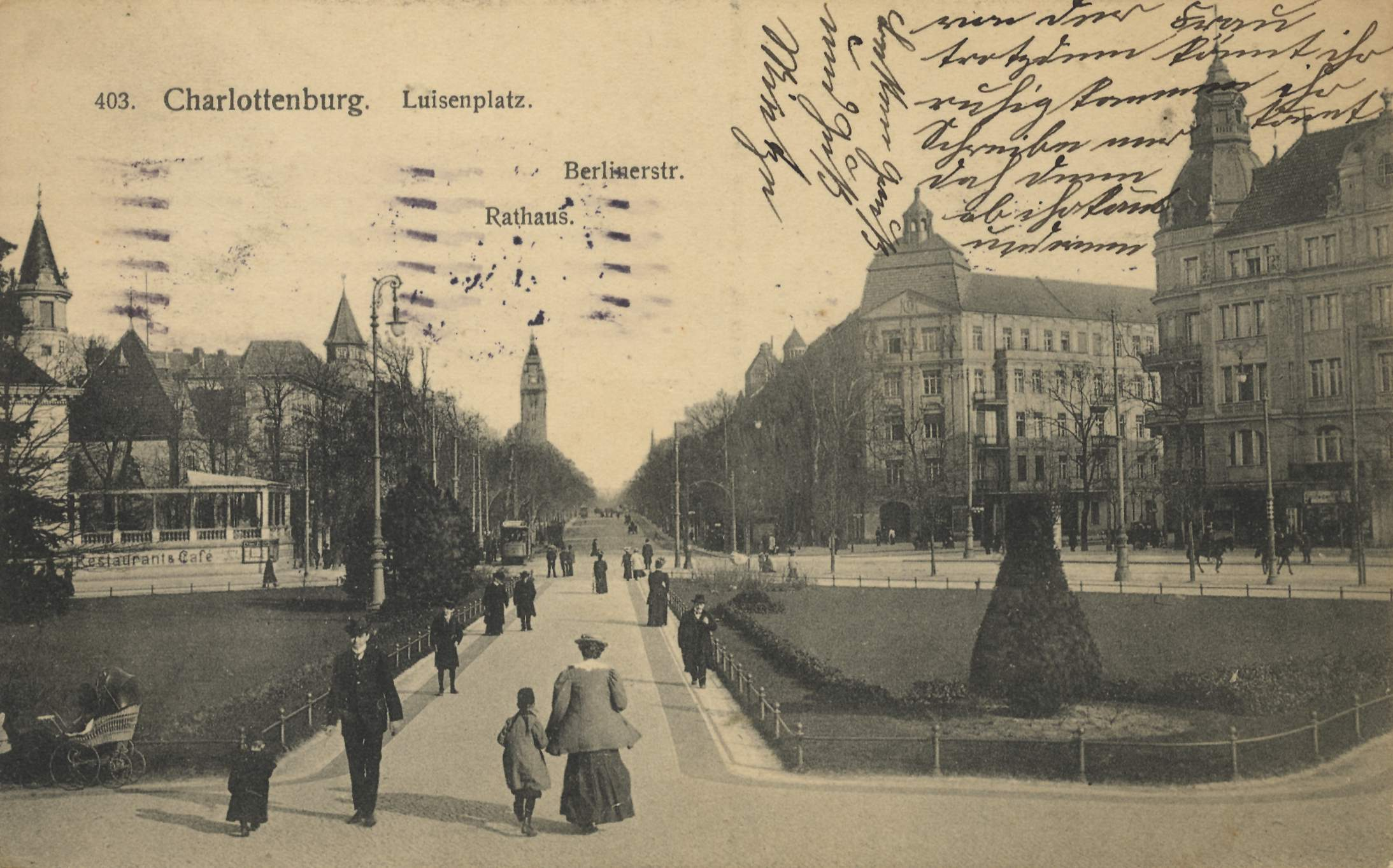
Blick über den Luisenplatz Richtung Rathaus Charlottenburg, 1913
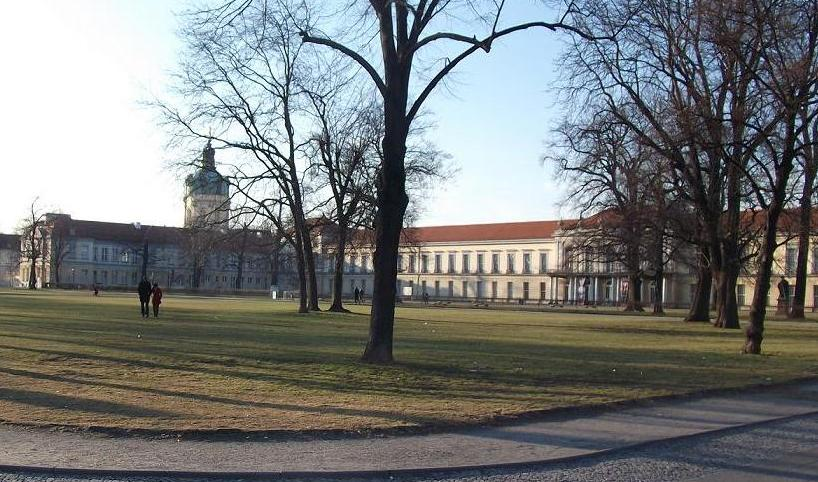
Blick über den Luisenplatz in Richtung Schloss Charlottenburg
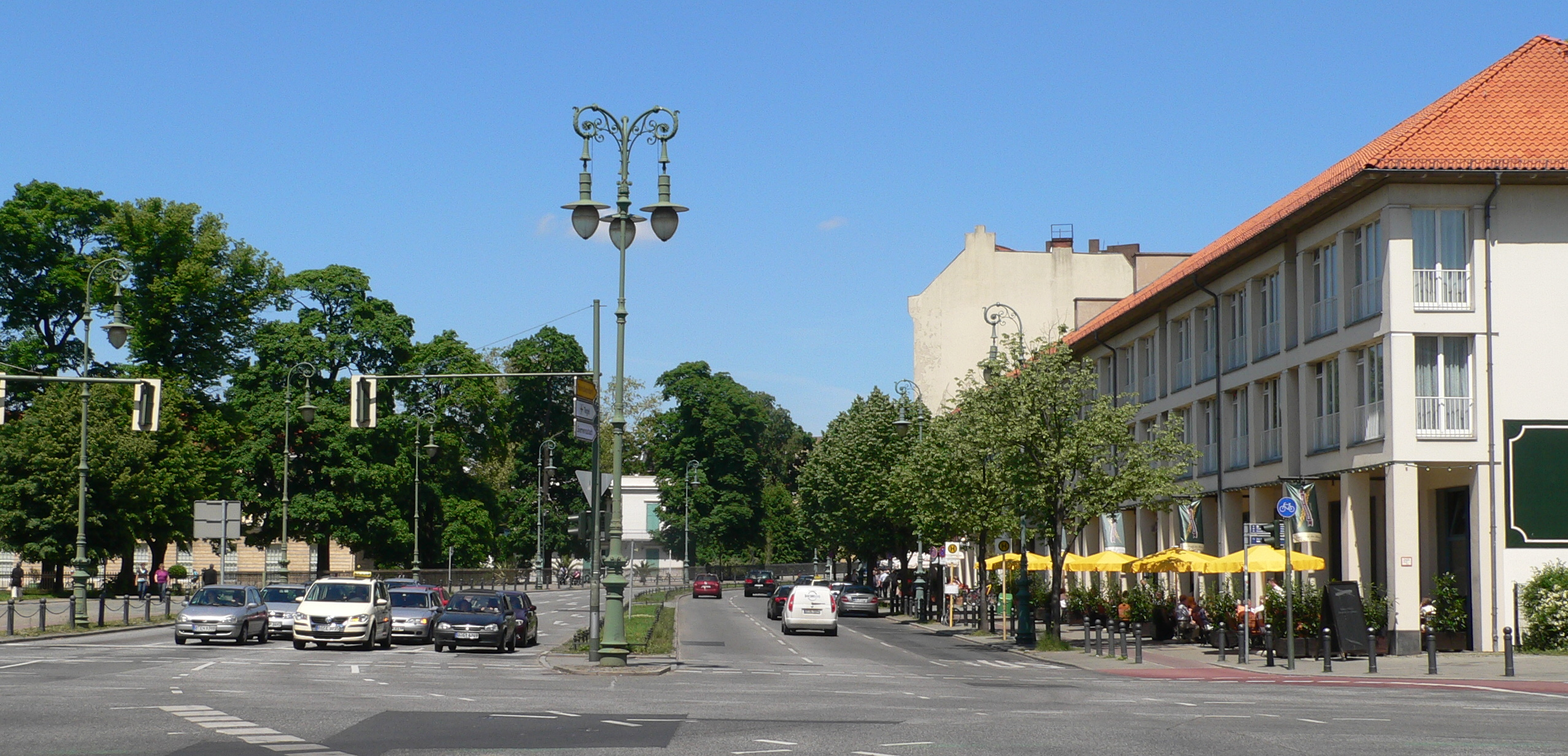
Ostseite des Platzes von Süden gesehen
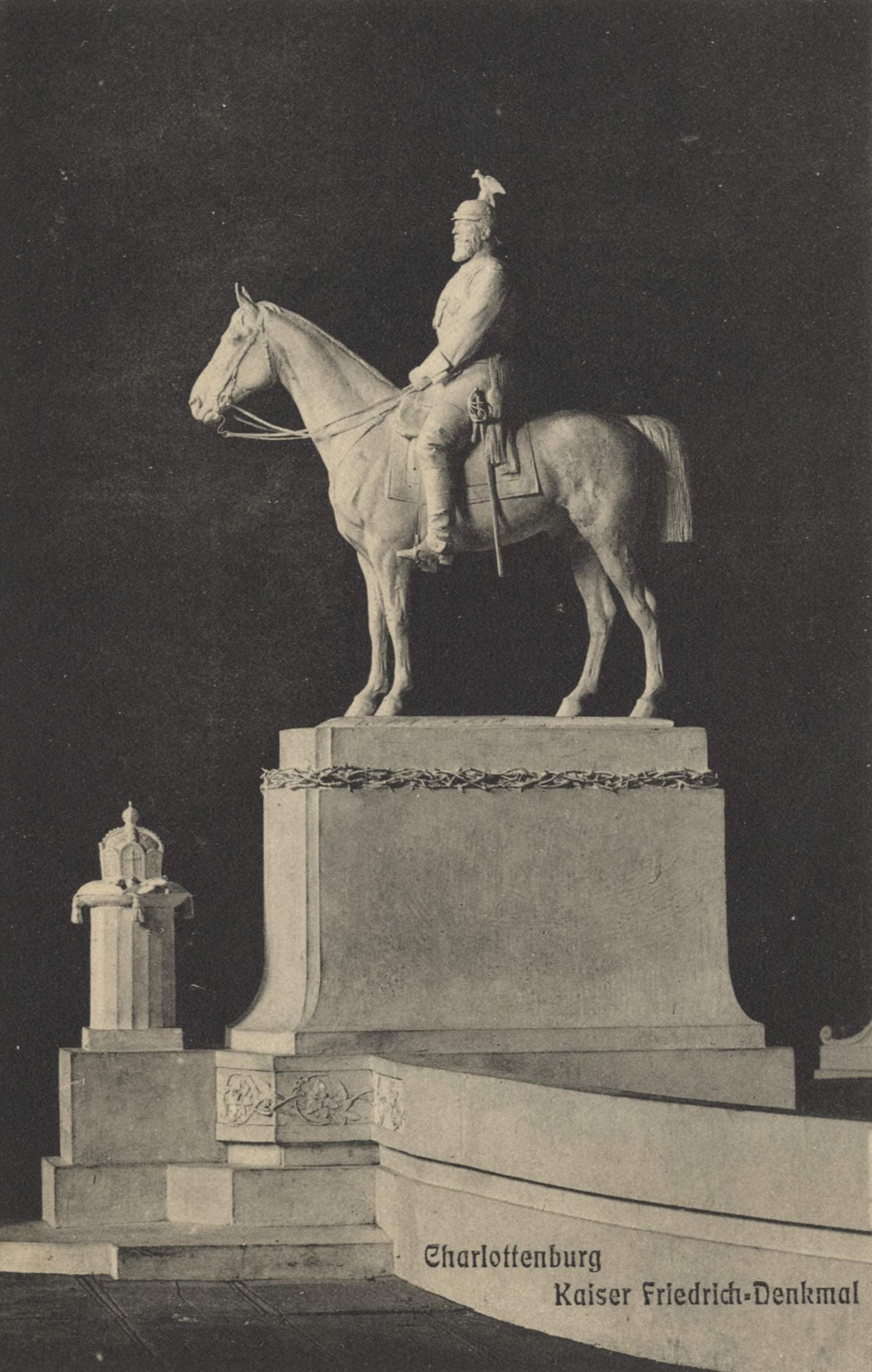
Ehemaliges Denkmal Kaiser Friedrichs III. von Joseph Uphues
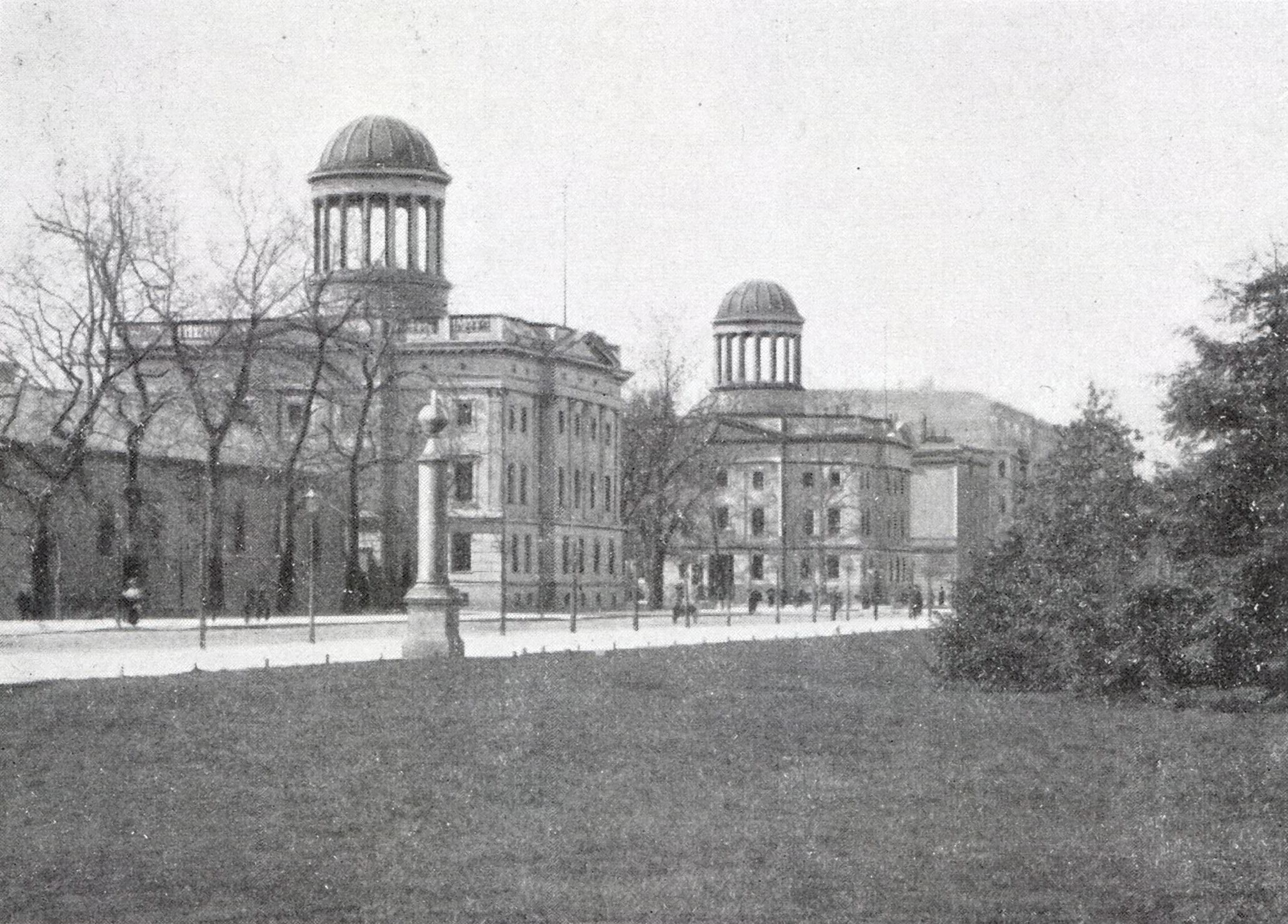
Blick gen Südwesten auf den Meilenstein, um 1903
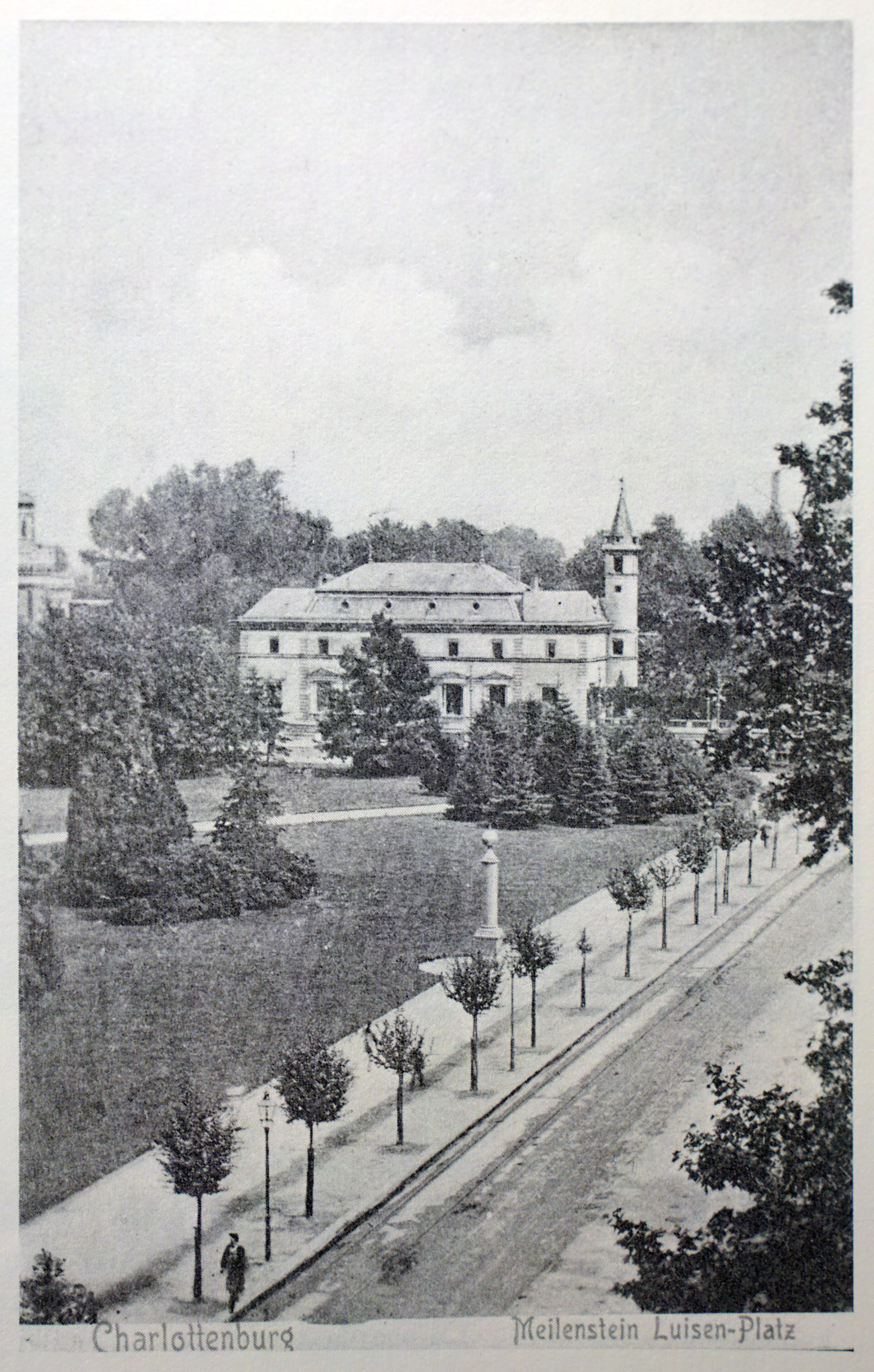
Ansicht vom Luisenplatz Richtung Osten, Postkarte um 1900
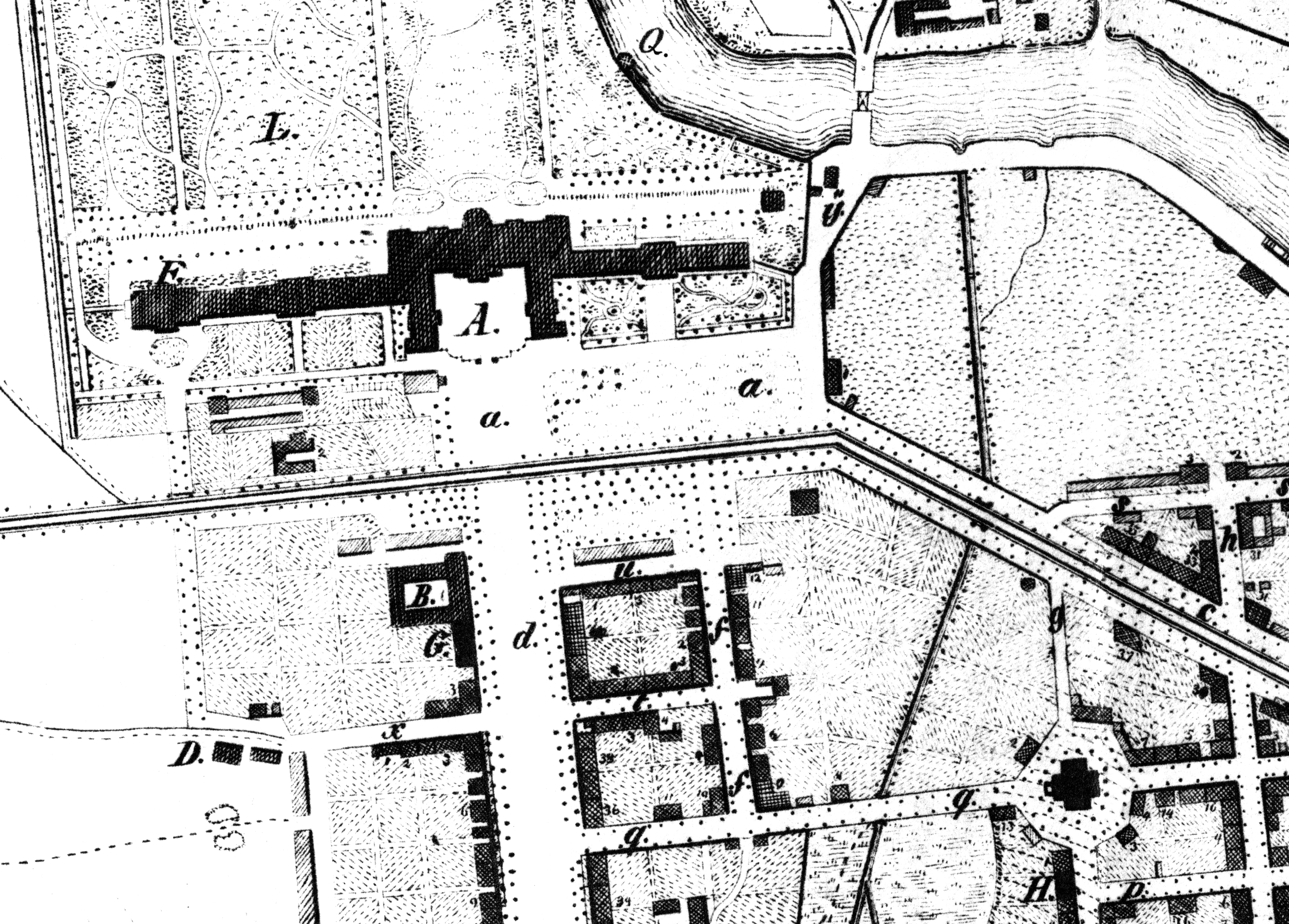
Luisenplatz (a) auf dem Situationsplan von 1824

## Der Luisenplatz in Berlin-Mitte
In der Friedrich-Wilhelm-Stadt im heutigen Berliner Ortsteil Mitte gab es von 1838 bis 1932 ebenfalls einen Luisenplatz, benannt nach Luise von Preußen, der Tochter der Königin Luise. Er trägt heute den Namen Robert-Koch-Platz, endet jedoch weiterhin an der Luisenstraße.